# Rumuńskie Ateneum
Rumuńskie Ateneum (rum. Ateneul Român) – sala koncertowa w centrum Bukaresztu, w Rumunii. Otwarty w 1888 roku ozdobny, kopulasty, okrągły budynek jest główną salą koncertową miasta i siedzibą Orkiestry Filharmonii „George Enescu” oraz corocznego międzynarodowego festiwalu muzycznego im. George’a Enescu.